# Инаугурация Рональда Рейгана (1981)
Первая инаугурация Рональда Рейгана в качестве 40-го Президента США состоялась во вторник 20 января 1981 года. Одновременно к присяге был приведён Джордж Буш — старший как 43-й вице-президент США. Президентскую присягу проводил Председатель Верховного суда США Уоррен Бергер. Это была 49-я инаугурация, ознаменовавшая начало первого президентского срока Рональда Рейгана и первого вице-президентского срока Джорджа Буша — старшего.
На момент инаугурации, в возрасте 69 лет и 349 дней, Рейган стал самым пожилым президентом в истории США. Этот рекорд продержался до первой инаугурации Дональда Трампа в 2017 году, которому на тот момент было 70 лет и 220 дней.
Это была первая инаугурация президента США, которая состоялась на западной стороне Капитолия.

## Присяга при вступлении в должность
Текст присяги, установленный Конституцией, был следующим:
Я, Рональд Рейган, торжественно клянусь, что буду добросовестно исполнять обязанности Президента Соединенных Штатов и буду, насколько это в моих силах, сохранять, оберегать и защищать Конституцию Соединенных Штатов. [Да поможет мне Бог.]
Оригинальный текст (англ.)I, Ronald Reagan, do solemnly swear that I will faithfully execute the Office of President of the United States, and will to the best of my ability, preserve, protect and defend the Constitution of the United States. [So help me God.]

## Инаугурационная речь

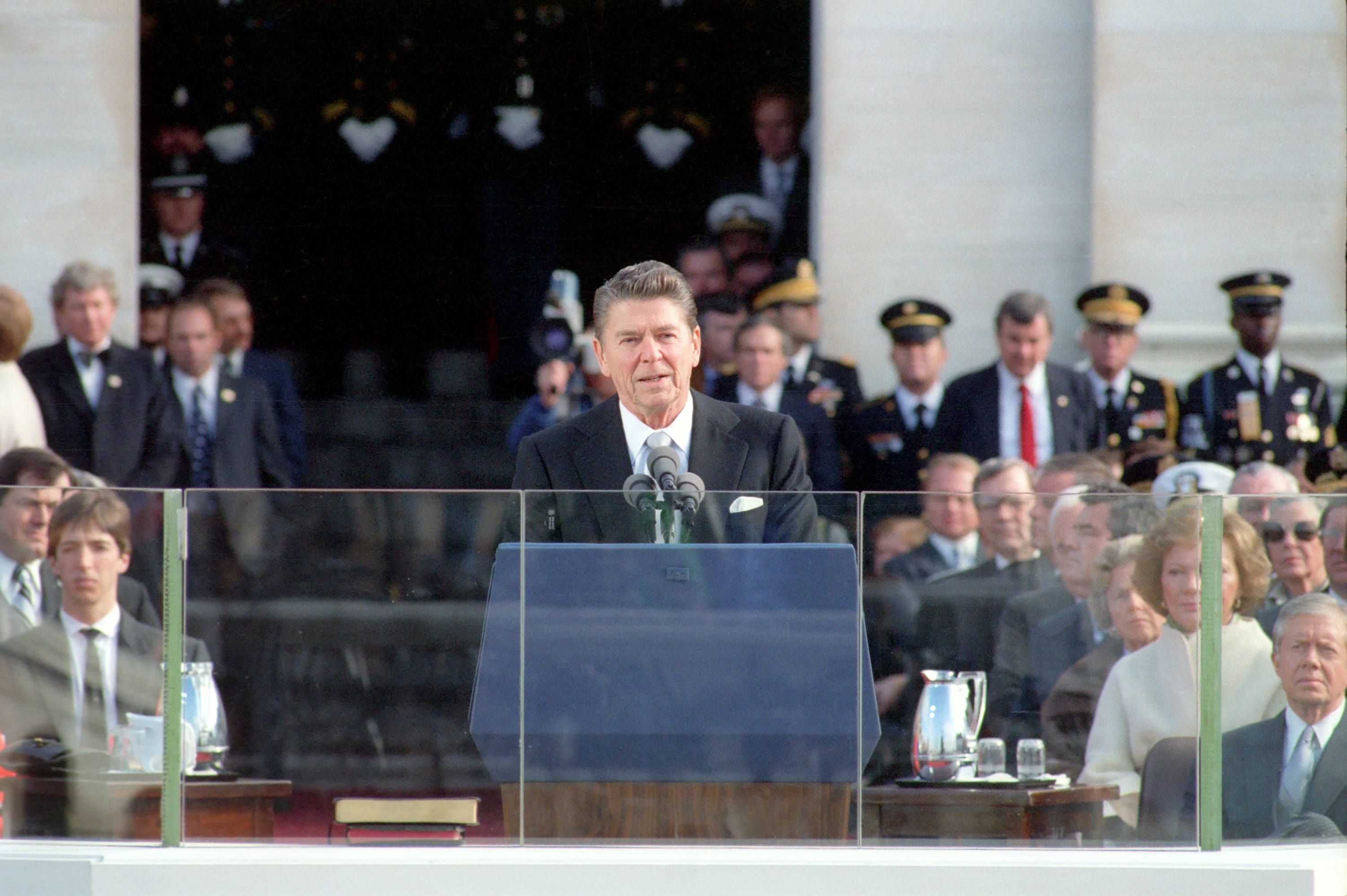
Рональд Рейган произносит инаугурационную речь

Инаугурационная речь Рейгана состояла из 2452 слов. Во время его выступления 52 американских заложника, удерживавшихся в Иране 444 дня, были освобождены. Преподобный Донн Мумо, пастор пресвитерианской церкви Бел-Эйр в Лос-Анджелесе, где Рейган и его жена Нэнси молились, обратился к собравшимся с призывом и благословением. В своей речи он сказал: «Мы благодарим тебя, о Боже, за освобождение наших заложников.». Однако его молитва началась ещё до того, как заложники покинули Тегеран.
После церемонии инаугурации Рейган отправился на обед с лидерами Конгресса в Зале скульптур Капитолия. Во время ланча ему сообщили, что самолёт с освобождёнными заложниками покинул воздушное пространство Ирана. Узнав эту новость, он объявил: «Благодаря Всемогущему Богу, мне дали ключевую фразу, отправную точку, которую все хотят услышать в конце тоста или речи, или чего-либо ещё. Около 30 минут назад самолёты с нашими заключёнными покинули воздушное пространство Ирана, и теперь они свободны от Ирана.».
Предполагается, что заложники покинули Тегеран прямо перед началом церемонии, однако пресса воздержалась от немедленного анонса, так как это было бы сложно совместить с освещением инаугурации.

## Торжества
По всей стране прошли торжества, посвящённые инаугурации и освобождению заложников. Впервые в истории Национальная рождественская ёлка у Белого дома была зажжена в день инаугурации — в честь освобождения заложников. В рамках празднования по городу были развешаны плакаты с надписью «444 ДНЯ!». Люди обматывали страну жёлтыми лентами, клеили на билборды призывы к свободе и готовились встретить освобождённых заложников дома. Жёлтая лента стала символом солидарности американцев с заложниками.
Статуя Свободы в Нью-Йоркской гавани была залита светом, Эмпайр-стейт-билдинг окрасился в красный, белый и синий цвета, а пожарные Бостона били в гонги, приветствуя освобождение заложников.

## Торжественный приём
Накануне инаугурации, 19 января 1981 года, телеканал ABC организовал торжественный приём с участием звёзд. Ведущим был Джонни Карсон, а среди выступавших были Боб Хоуп, Джеймс Стюарт, Бен Верин, Этель Мерман, Чарлтон Хестон, Рич Литтл и Фрэнк Синатра.

## Галерея

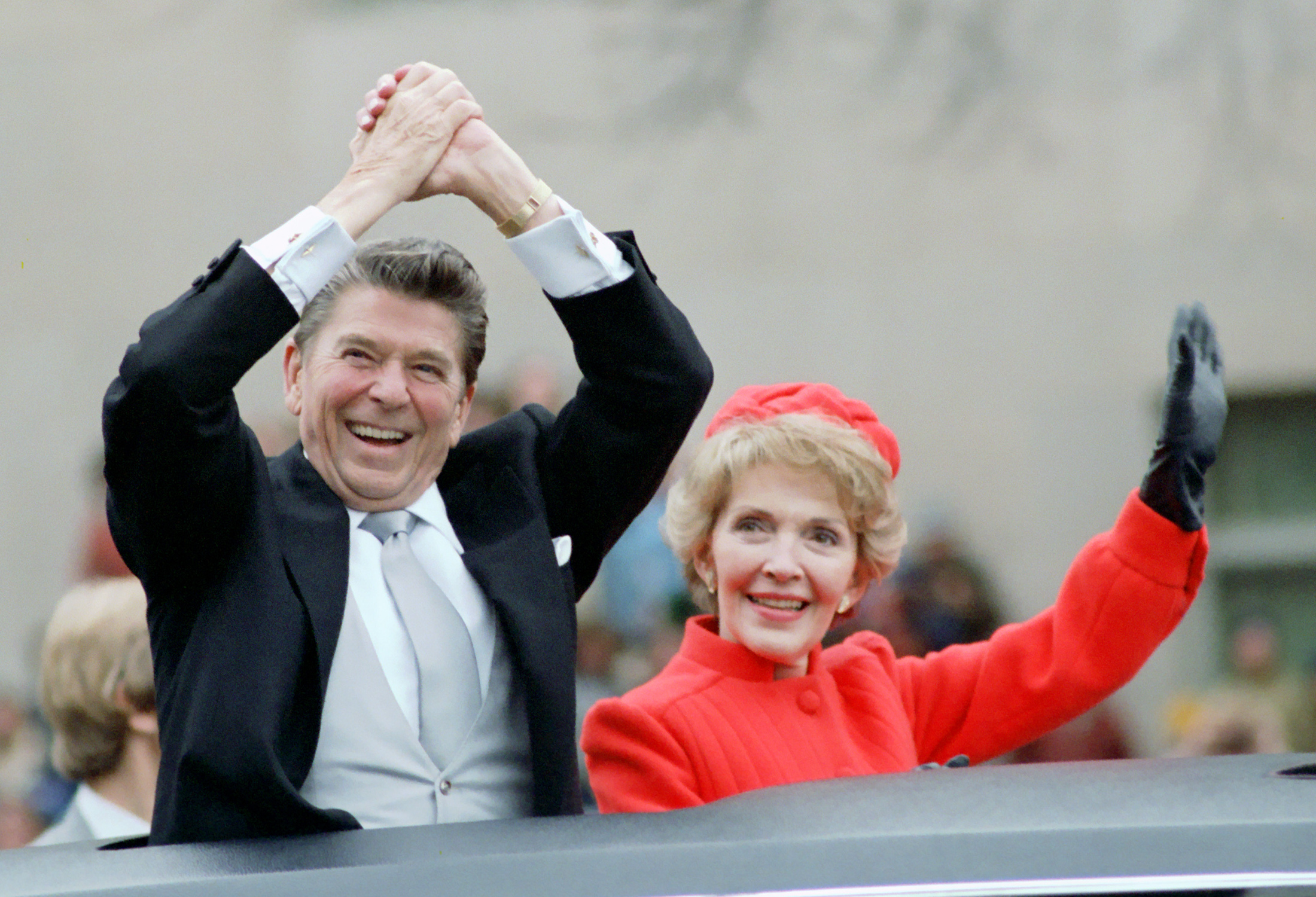
Рональд Рейган вместе с супругой Нэнси Рейган во время инаугурационного парада
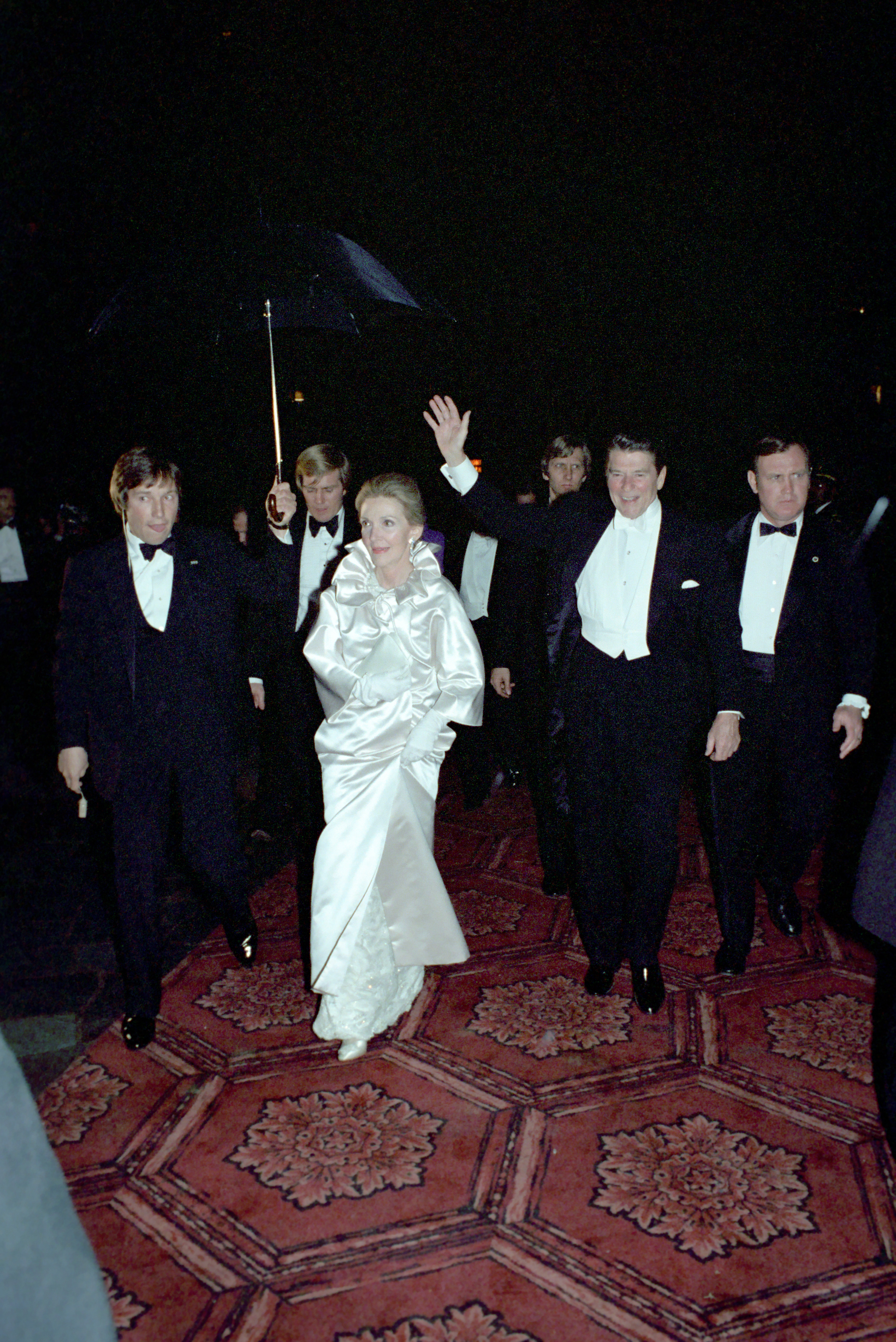
Рональд Рейган и Нэнси Рейган на инаугурационном балу
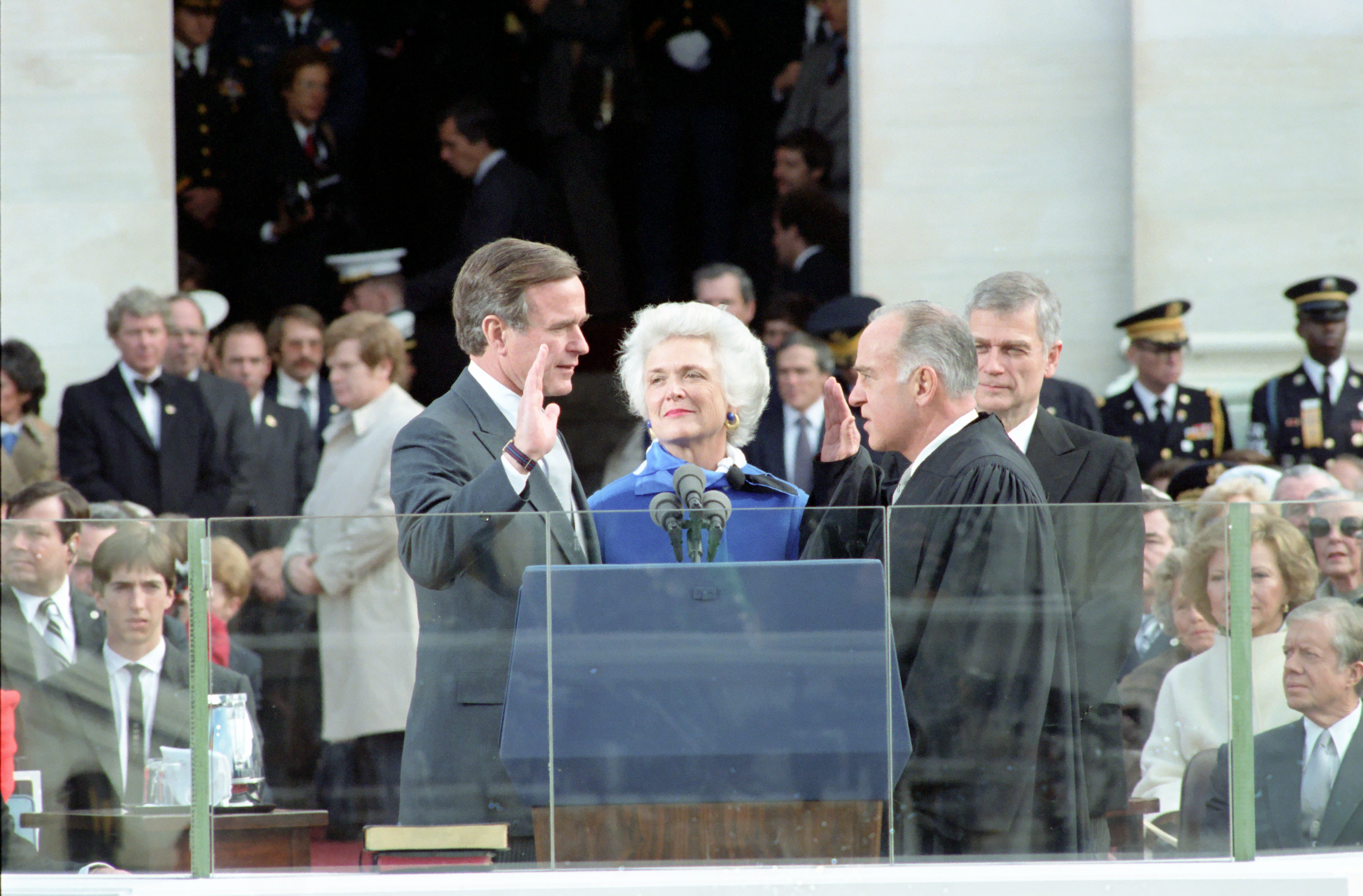
Приведение Джорджа Буша старшего к присяге в качестве вице-президента США